# Alonso de Córdoba
Alonso de Córdoba Gómez (Valdepeñas, 1505 – Santiago del Cile, 1589) fu un conquistador, figlio di un nobile (rico-hombre) spagnolo, che andò a cercare fortuna nel Nuovo Mondo.

## Biografia
Nacque a Valdepeñas, Provincia di Ciudad Real, in Spagna, e sposò Olalla di Merlo, anche lei di Valdepeñas.
De Córdoba arrivò in Perù con la moglie nel 1534, ed in Cile nel 1540 insieme a Pedro de Valdivia. Venne nominato encomendero (amministratore) della popolazione indigena di Santiago del Cile e funse da regidor della città nel 1548, 1568 e 1580. Fu sindaco (alcalde) di Santiago nel 1559, 1562 e 1581. Acquistò i diritti fondando l'insediamento spagnolo di El Quisco. Morì a Santiago nel 1589.
Una strada di Vitacura porta il suo nome.